# Jimmy Jean-Louis
Jimmy Jean-Louis (n. 8 de agosto de 1968) es un actor y modelo haitiano conocido por interpretar a El Haitiano en la serie de televisión de la NBC Héroes. Nacido en Pétionville (Haití), se mudó a París cuando era joven para seguir una carrera de modelaje. Sus primeros papeles fueron en teatros musicales y publicidades de televisión franceses. Eventualmente asentándose en Los Ángeles a finales de la década de 1990, tuvo pequeños papeles en The Bourne Identity (Identidad desconocida) y Arli$$ antes de conseguir papeles más importantes en la televisión y el cine.
Jean-Louis es un fanático del fútbol y miembro del Hollywood United F.C., un equipo integrado mayormente de celebridades y ex profesionales.

## Filmografía
- Le Secret d'Emmanuelle (1992)
- Emmanuelle à Venise (1993)
- Arli$$ (2001)
- Identidad desconocida (2002)
- Lágrimas del sol (2003)
- Hollywood: Departamento de homicidios (2003)
- Cousines (2005)
- Una suegra de cuidado (2005)
- El escudo (2005)
- El partido de sus vidas (2005)
- Héroes (2006)
- Chica XXL (2006)
- Le President a-t-il Le Sida (2006)
- The Ball Is Round (2008)
- The Penthouse (2010)
- Relentless (2010)
- Sinking Sands
- The Cursed Ones
- Catastrópico (2016)
- La citación